# Старшенбаум, Ирина Владимировна
Ири́на Влади́мировна Старшенба́ум (род. 30 марта 1992, Москва) — российская актриса кино, телевидения, озвучивания и дубляжа.

## Биография

### Ранние годы и образование
Родилась 30 марта 1992 года в Москве. Племянница актрисы Анны Старшенбаум. 
Окончила Московский государственный университет печати имени Ивана Фёдорова (факультет «Медиабизнеса и связей с общественностью»). Также окончила курсы театрального искусства, риторики и философии в Московском государственном университете психологии и педагогики, посещала актёрские психофизические тренинги Александра Дзюбы.

### Актёрская карьера
В телесериалах снимается с 2013 года. В 2017 году состоялся дебют в полнометражном кино — главная роль в фантастической драме Фёдора Бондарчука «Притяжение».
В 2018 году вышел фильм Кирилла Серебренникова о Викторе Цое и Майке Науменко «Лето», в котором Ирина исполнила главную женскую роль.
В 2015 году была ведущей VI Международного фестиваля сценического фехтования «Серебряная шпага».
Зимой 2018 года вместе с другими актёрами и музыкантами записала коллективное видеообращение к президенту Путину с просьбой принять Закон о защите прав животных.
В конце ноября 2022 года вышел психологический хоррор «Сёстры», где Ирина исполнила главную роль. Её партнёром по картине выступил Никита Ефремов. Ирина принимала участие в проекте не только как актриса, но также впервые как креативный продюсер.

## Личная жизнь
После съёмок в фильме «Притяжение» начала встречаться с актёром Александром Петровым. В 2017 году они объявили о помолвке, но в 2019 году расстались.

### Общественная позиция
В феврале 2022 года выступила против вторжения России на Украину.

## Фильмография
| Год       |   | Название               | Роль                                                                                     |
| --------- | - | ---------------------- | ---------------------------------------------------------------------------------------- |
| 2015      | с | Переезд                | Настя Семёнова                                                                           |
| 2015      | с | Крыша мира             | Ольга Шубина                                                                             |
| 2016      | с | Шакал                  | Калина Полтавченко, подруга Стаса, сотрудница Госфильмофонда                             |
| 2016      | с | Ольга                  | Светлана, подруга Игоря, друга Гриши                                                     |
| 2017      | ф | Притяжение             | Юлия Валентиновна Лебедева                                                               |
| 2017      | ф | Чёрная вода            | Полина                                                                                   |
| 2016      | с | Лачуга должника        | Элла                                                                                     |
| 2018      | ф | Лёд                    | Жжёнова, конкурентка                                                                     |
| 2018      | ф | Лето                   | Наталья Науменко                                                                         |
| 2018      | ф | Килиманджара           | Маруся                                                                                   |
| 2019      | ф | Т-34                   | переводчица Аня Ярцева                                                                   |
| 2019—2020 | с | Содержанки             | Ульяна Валерьевна Лисина                                                                 |
| 2019      | с | Учителя                | Мария Сергеевна Григорьева, младшая дочь Сергея, учительница русского языка и литературы |
| 2019      | ф | Вторжение              | Юлия Валентиновна Лебедева                                                               |
| 2019      | ф | Горизонт               | Лена                                                                                     |
| 2020      | с | Шерлок в России        | Софья Касаткина                                                                          |
| 2021      | ф | Общага                 | Нелли                                                                                    |
| 2021      | с | Медиатор               | Марина                                                                                   |
| 2021      | ф | Джетлаг                | Женя                                                                                     |
| 2021      | с | Инсомния               | Аня Троекурова                                                                           |
| 2022      | с | Надвое                 | Ира                                                                                      |
| 2022      | ф | Сёстры                 | Аня                                                                                      |
| 2022      | с | Номинация              | Светлана, актриса                                                                        |
| 2023      | ф | Здоровый человек       | Майя, жена Егора                                                                         |
| 2023      | ф | Шошана / Shoshana      | Шошана Борохов                                                                           |
| 2023      | ф | Триггер                | Майя, детский психолог                                                                   |
| 2024      | ф | Втроём                 | Даша                                                                                     |
| 2024      | с | 13 клиническая. Начало | Яна                                                                                      |
| 2024      | ф | Огниво                 | царица Настасья                                                                          |
| 2025      | с | Фишер. Затмение        | Надежда Райкина                                                                          |
| 2025      | ф | Туда                   | Вера                                                                                     |

### Озвучивание мультфильмов
- 2021 — Кощей. Начало — Мэй

### Дубляж
- 2018 — Ральф против интернета — Золушка

## Награды
- 2017 — Премия «Аванс» от журнала The Hollywood Reporter Russia — «Самой перспективной актрисе»[13][14].
- 2018 — Кинопремия «Золотой единорог» в категории «Лучшая актриса» за роль Натальи Науменко в картине «Лето»[15].
- 2020 — Приз II конкурса «ТЭФИ-Летопись Победы» в категории  «Лучшая актриса телевизионного художественного фильма/сериала» за роль в фильме «Т-34»[16][17].
- 2020 — Номинация на премию «Золотой орёл» за лучшую женскую роль в кино («Т-34»)[18].
- 2023 — Премия «Золотой орёл» за лучшую женскую роль в кино (фильм «Здоровый человек»)[19].